# Bewegte Republik Deutschland
Bewegte Republik Deutschland ist eine vierteilige Dokumentarfilmreihe von Thomas von Steinaecker, produziert von Studio.TV.Film, die am 8. und 10. Dezember 2014 jeweils ab 20:15 Uhr auf 3sat ausgestrahlt wurde.

## Handlung
Die Reihe schlägt einen Bogen über 70 Jahre deutsche Kulturgeschichte. Von Steinaecker beleuchtet darin besonders die Rolle der Künste, von Literatur, Musik und Film über Tanz und Theater bis hin zur Bildenden Kunst. Die vier Teile bauen eine Brücke der kulturgeschichtlichen Entwicklung Deutschlands von der Nachkriegszeit bis heute und gehen der Frage nach, was Kunst und Kultur in der Vergangenheit und Gegenwart bewirken können. Dazu werden prominente Köpfe und Künstler unterschiedlicher Generationen befragt, u. a. Günter Grass, Daniel Kehlmann, Roger Willemsen, Volker Schlöndorff, Christian Petzold, Dirk von Lowtzow, Herbert Grönemeyer, Uschi Glas und Dieter Birr von den Puhdys.
Schuld und Wunder (1945–1965)
Der erste Teil Schuld und Wunder (1945–1965) widmet sich der Zeit des Wiederaufbaus im zerstörten Nachkriegsdeutschland bis in die Mitte der 1960er auf. Er interpretiert den Erfolg des Heimatfilmgenres und die Vielzahl unpolitischer Komödien als einen kulturellen Verdrängungsmechanismus im Nachkriegsdeutschland. Ein Film wie Schwarzwaldmädel lockt im Jahr 1950 16 Millionen Menschen in die Kinos. Während man toleriert, dass sich das Personal in den politischen und kulturellen Strukturen der BRD von der Nazidiktatur wenig unterscheidet, versucht man, vom Grauen der nationalsozialistischen Ideologie abzulenken und sich wieder auf die unbelastete deutsche Klassik zurückzubesinnen. Doch verweist der Film auch auf eine neue künstlerische Avantgarde, die sich auf der Documenta Kassel und den Studios für elektronische Musik in Köln zeigt. Der Film verortet die Hochschule für Gestaltung in Ulm und die Gruppe 47 als neue, geistige Zentren, die neue Diskurse anregen. Der junge Literat Günter Grass beginnt dort im Kreise junger Schriftsteller seine Literatur öffentlich zu präsentieren. Der Dokumentarfilm verortet das Thema Vergangenheitsbewältigung im Kino und Theater, welche für eine offene Auseinandersetzung plädieren. Bernhard Wickis Die Brücke (1959) und Peter Weiss’ Die Ermittlung (1965) setzen sich erstmals mit der deutschen Schuldfrage auseinander. Ein neuer, offener Dialog über die deutsche Vergangenheit beginnt.
Zur Waffe, Schätzchen (1962–1983)
Teil zwei der Reihe Bewegte Republik Deutschland trägt den ironischen Titel Zur Waffe, Schätzchen und behandelt zwei Jahrzehnte deutscher Kultur, die von einer Generation geprägt sind, die den Krieg nicht mehr selbst erlebt hat. Die selbstbewusste 68er-Generation entwickelt nicht nur ein neues kritisches Bewusstsein und prangert die verkrusteten Strukturen des Beamtenstaates Deutschland an. Sie ist auch eine Jugendkultur, wie es sie vorher in Deutschland nicht gab. Der Film sieht in der aufkommenden deutschen Protestbewegung ein kulturelles Potential, das z. B. durch die Spiegel-Affäre von 1962 sichtbar wird. Von Steinaecker schlägt u. a. eine Brücke zum Neuen Deutschen Film. Regisseure wie Alexander Kluge und Peter Handke begehren mit ihren Filmen gegen „Opas Kino“ auf. Von Karlheinz Stockhausen und der elektronischen Avantgarde beeinflusste Bands wie die Gruppe Can etablieren das neue Musikgenre Krautrock und geben der deutschen Popmusik eine neue Richtung. Joseph Beuys macht mit seiner Aktionskunst auf sich aufmerksam.
Auch jenseits der studentischen Protestbewegung erzählt der Film vom Bröckeln der bürgerlichen Fassade. Die sexuelle Befreiung, die die Hippies proklamieren, wird in Filmen wie Zur Sache, Schätzchen (1968) mit Uschi Glas und der Reihe Schulmädchen-Report auch an ein bürgerliches Publikum adressiert.
Die Musik Hans Werner Henzes und die Literatur Heinrich Bölls gehören ebenso zur Protestbewegung wie Volker Schlöndorffs und Rainer Werner Fassbinders Filme oder die Studenten, die auf die Straße gehen und deren Kampf gegen die als reaktionär empfundene Adenauer-Regierung im RAF-Terror eskaliert. Der Filmemacher sieht den revolutionären Geist der 68er-Bewegung bis in die 80er Jahre in einem veränderten öffentlichen Bewusstsein gespiegelt. Die Partei der Grünen wird gegründet. Die Massen gehen auf die Straße. Bestseller von Johannes Mario Simmel sind ebenso Teil des öffentlichen Diskurses wie Debatten über Abrüstung und Umweltschutz.
Geteilter Himmel (1949–1989)
Der dritte Teil der Dokumentarfilmreihe beschäftigt sich mit einem anderen Deutschland. Wo ideologische Einflüsse auf bundesrepublikanischer Seite weniger offensichtlich erschienen, gab es in der DDR einen klaren ideologischen Fahrplan. Geteilter Himmel 1949–1989 versucht einen Systemvergleich zwischen BRD- und DDR-Kultur und befasst sich mit der Rolle, die die Künste in dieser Diktatur spielten. Der Film fängt auch im Osten in der Nachkriegszeit an, in der viele Exilanten zunächst in das für sie „bessere Deutschland“ zurückkehren. Intellektuelle wie Bertolt Brecht, Hanns Eisler, Christa Wolf und Heiner Müller sehen in der DDR eine staatliche Versuchsanordnung, an deren Grundidee sie glauben. Kunst steht als geistiges Grundnahrungsmittel ganz oben auf der staatlichen Agenda. Allein die Theaterdichte der DDR steht der der BRD in nichts nach. Das Berliner Ensemble wird künstlerische Heimat für Bertolt Brecht und Helene Weigel. Und auch die DEFA produziert kontinuierlich kinematographisch hochwertige Film- und Fernsehunterhaltung, die sich teilweise einen Wettstreit mit der BRD-Unterhaltungsbranche liefert. Der Film vergleicht beispielsweise die ostdeutschen Indianerfilme der DEFA mit den westdeutschen Karl-May-Verfilmungen.
Thema sind aber auch die Zwänge, denen sich Künstler in der DDR ausgesetzt sahen. Mit dem Bitterfelder Weg startet die DDR einen Emanzipierungsversuch von der kulturellen Dominanz des großen Bruders Sowjetunion hin zu einer eigenen „sozialistischen Nationalkultur“. Nicht nur die literarische Zensur wird verschärft, auch filmische Meisterwerke wie Frank Beyers Spur der Steine werden verboten. Außerdem erhalten verschiedene Rockbands Auftrittsverbot. Die Weltfestspiele der Jugend 1973 in Ostberlin bilden eine Ausnahme und tragen zu einer kurzen Lockerungsphase bei, doch mit der Ausbürgerung des Liedermachers Wolf Biermann protestieren sogar solche Künstler, die dem Staat bisher loyal gegenüber standen. Berufsverbote folgen sowie zahlreiche Inhaftierungen. Der Dokumentarfilm zeichnet den Niedergang einer sozialistischen Utopie nach, der Künstler wie Nina Hagen, Manfred Krug oder Katharina Thalbach den Rücken kehren.
Die Deutschland Maschine (1989–2014)
Teil vier der Reihe Bewegte Republik Deutschland unternimmt den Versuch einer kulturellen Standortbestimmung im heutigen Deutschland. Geprägt von einer neuen deutschen Leichtigkeit, zieht die Hauptstadt Berlin alle Welt an. Popliteratur, die Technokultur und VIVA prägen die 1990er Jahre. Von Steinaecker beschreibt in dem Film die Banalisierung der deutschen Historie und Erinnerungskultur durch das Infotainment, welches z. B. Christoph Schlingensief mit seiner Aktionskunst immer wieder öffentlich kommentiert. Auf der anderen Seite schaut der Filmemacher in den ehemaligen Osten, wo die Schätze der DDR-Kultur ohne Bewusstsein um deren Wert von der Marktwirtschaft getilgt und die wirtschaftlichen Probleme, denen die ostdeutsche Bevölkerung ausgesetzt ist, sich vereinzelt in einer Welle der Ostalgie oder wie in Rostock-Lichtenhagen in Fremdenhass niederschlägt. Die innere Kluft des offiziell wiedervereinten Deutschlands zu überwinden, ist ein langandauernder Prozess, der von großen Anstrengungen und Vorurteilen geprägt ist. Trotz allem bricht sich eine gesamtdeutsche Realität in den Künsten Bahn. In der Berliner Schule sieht von Steinaecker eine filmische Bewegung, die den Versuch unternimmt neue Bilder für Deutschland zu finden. Auch Berliner Künstler- und Kulturschaffende wie die Choreografin Sasha Waltz, Tom Tykwer, die jungen Maler der Leipziger Schule, die Nobelpreisträger Günter Grass und Herta Müller und selbst die ehemaligen Ostrocker Rammstein erregen die Aufmerksamkeit der Weltöffentlichkeit. Der Motor der Deutschlandmaschine läuft wieder, so von Steinaecker, doch wohin sich die Republik kulturell bewegt, bleibt für den Filmemacher in seiner kritischen Standortbestimmung letztlich offen.

## Rezeption
„(Thomas von Steinaecker) […] zeigt noch einmal das Berlin 1945, als ein russischer Soldatenchor zwischen Trümmern vor Tausenden ergriffener Menschen Schuberts Heideröslein sang. Wenn Kunst uns so bewege, betont von Steinaecker zum Schluss, dann bewegen auch wir uns. Kunst sei das Herz unserer Gesellschaft.“ (Heide-Marie Göbbel, kna – Katholische Nachrichten Agentur, Bonn)
„Mit Bewegte Republik Deutschland hat sich 3sat zum 30. Geburtstag selbst beschenkt. Was könnte besser zu dem kleinen Nischensender passen als eine Dokumentationsreihe über Kunst und Kultur - beides quasi der Markenkern von 3sat. Und der Sender hat sich dabei nicht lumpen lassen, denn die Dokumentation ist nicht nur fundiert und gleichzeitig äußerst unterhaltsam, sie kann auch mit vielen prominenten Zeitzeugen aufwarten.“ (Sven Hauberg, teleschau – der mediendienst)
„Es ist schier unglaublich, welche Schätze unsere Film- und Fernseharchive bergen. Und man darf Steinaecker wie den betreuenden Redakteuren gern bescheinigen, dass ihre Suchenergie und ihr Findeglück enorm waren. Hunderte an Szenen von der Gruppe 47 über Joseph Beuys bis zu Sasha Waltz oder Tocotronic: Ja, hier ist die Dokumentation in der Tat ‚bewegt‘, nicht selten gar bewegend.“ (Jochen Hieber, FAZ, 10. Dezember 2014)